# 한국경제학회
사단법인 한국경제학회(韓國經濟學會, The Korean Economic Association, KEA)는 경제의 이론, 정책, 역사 및 실정 등에 관한 연구 및 그 보급을 목적으로 1952년 11월 30일에 설립된 학술단체이다. 사무실은 서울특별시 종로구 새문안로 5가길 28 광화문플래티넘 5층 510호에 있다. 학술대회의 개최, 학술지 및 기타 연구자료의 발행, 국내외 연구 기관 및 학회와의 교류 등을 활동하고 있다. 1953년에 창간된 종합학술지 《경제학연구》를 발간하고 있다.

## 주요 사업
- 학술지 및 기타 연구자료의 발행
- 학술대회의 개최
- 우수 연구의 선정 및 시상
- 국내외 연구기관 및 관련 학회와의 교류
- 기타 본회의 목적 달성에 필요한 사업

## 역대 회장
| 대수     | 성명   | 소속           | 재직 기간                         |
| -------- | ------ | -------------- | --------------------------------- |
| 제1대    | 신태환 | 서울대학교     | 1952년 11월 30일~1954년 11월 24일 |
| 제2~11대 | 최호진 | 연세대학교     | 1954년 11월 24일~1978년 12월 9일  |
| 제12대   | 김준보 | 고려대학교     | 1978년 12월 9일~1981년 1월 10일   |
| 제13대   | 고승제 | 한양대학교     | 1981년 1월 10일~1983년 3월 5일    |
| 제14대   | 이현재 | 서울대학교     | 1983년 3월 5일~1985년 2월 22일    |
| 제15대   | 조기준 | 고려대학교     | 1985년 2월 22일~1986년 2월 14일   |
| 제16대   | 박기혁 | 연세대학교     | 1986년 2월 14일~1987년 2월 13일   |
| 제17대   | 정병휴 | 서울대학교     | 1987년 2월 13일~1988년 2월 9일    |
| 제18대   | 정도영 | 성균관대학교   | 1988년 2월 9일~1989년 2월 10일    |
| 제19대   | 변형윤 | 서울대학교     | 1989년 2월 10일~1990년 2월 9일    |
| 제20대   | 김윤환 | 고려대학교     | 1990년 2월 9일~1991년 2월 8일     |
| 제21대   | 차병권 | 서울대학교     | 1991년 2월 8일~1992년 2월 27일    |
| 제22대   | 윤기중 | 연세대학교     | 1992년 2월 27일~1993년 2월 27일   |
| 제23대   | 조용범 | 고려대학교     | 1993년 2월 27일~1994년 2월 16일   |
| 제24대   | 이종훈 | 중앙대학교     | 1994년 2월 16일~1995년 2월 16일   |
| 제25대   | 박우희 | 서울대학교     | 1995년 2월 16일~1996년 2월 14일   |
| 제26대   | 김기태 | 성균관대학교   | 1996년 2월 14일~1997년 2월 14일   |
| 제27대   | 박진근 | 연세대학교     | 1997년 2월 14일~1998년 2월 13일   |
| 제28대   | 이학용 | 고려대학교     | 1998년 2월 13일~1999년 2월 10일   |
| 제29대   | 박승   | 중앙대학교     | 1999년 2월 11일~2000년 2월 11일   |
| 제30대   | 김세원 | 서울대학교     | 2000년 2월 11일~2001년 2월 15일   |
| 제31대   | 김병주 | 서강대학교     | 2001년 2월 15일~2002년 2월 21일   |
| 제32대   | 정창영 | 연세대학교     | 2002년 2월 21일~2003년 2월 13일   |
| 제33대   | 유장희 | 이화여자대학교 | 2003년 2월 13일~2004년 2월 12일   |
| 제34대   | 김인기 | 중앙대학교     | 2004년 2월 12일~2005년 2월 24일   |
| 제35대   | 이재웅 | 성균관대학교   | 2005년 2월 24일~2006년 2월 16일   |
| 제36대   | 정운찬 | 서울대학교     | 2006년 2월 16일~2007년 2월 13일   |
| 제37대   | 이영선 | 연세대학교     | 2007년 2월 13일~2008년 2월 19일   |
| 제38대   | 이종원 | 성균관대학교   | 2008년 2월 19일~2009년 2월 12일   |
| 제39대   | 김인준 | 서울대학교     | 2009년 2월 12일~2010년 2월 9일    |
| 제40대   | 안국신 | 중앙대학교     | 2010년 2월 9일~2011년 2월 10일    |
| 제41대   | 하성근 | 연세대학교     | 2011년 2월 10일~2012년 2월 21일   |
| 제42대   | 이만우 | 고려대학교     | 2012년 2월 21일~2013년 2월 21일   |
| 제43대   | 김인철 | 성균관대학교   | 2013년 2월 21일~2014년 2월 11일   |
| 제44대   | 김정식 | 연세대학교     | 2014년 2월 11일~2015년 2월 24일   |
| 제45대   | 이지순 | 서울대학교     | 2015년 2월 24일~2016년 2월 17일   |
| 제46대   | 조장옥 | 서강대학교     | 2016년 2월 17일~2017년 2월 9일    |
| 제47대   | 구정모 | 강원대학교     | 2017년 2월 9일~2018년 2월 1일     |
| 제48대   | 김경수 | 성균관대학교   | 2018년 2월 1일~2019년 2월 14일    |
| 제49대   | 이인실 | 서강대학교     | 2019년 2월 14일~2020년 1월 22일   |
| 제50대   | 이인호 | 서울대학교     | 2020년 1월 22일~2021년 2월 4일    |
| 제51대   | 정진욱 | 연세대학교     | 2021년 2월 4일~2022년 2월 10일    |
| 제52대   | 이종화 | 고려대학교     | 2022년 2월 10일~2023년 2월 2일    |
| 제53대   | 황윤재 | 서울대학교     | 2023년 2월 2일~2024년 2월 1일     |
| 제54대   | 김홍기 | 한남대학교     | 2024년 2월 1일~2025년 2월 6일     |
| 제55대   | 이근   | 서울대학교     | 2025년 2월 6일~현재               |

## 조직

### 회장단
- 회장
- 수석부회장
- 부회장
- 이사(선출직)
- 이사(당연직)
- 감사
- 사무국장
- 사무차장

### 지방지회
- 영남지회
- 호남지회
- 충청지회

### 위원회
- 경제학연구 편집위원회
  - 위원장
  - 총간사위원
  - 편집위원
- KER 편집위원회
  - 위원장
  - 수석부편집위원장
  - 부편집위원장
  - 편집위원
- 한국경제포럼 편집위원회
  - 위원장
  - 간사위원
  - 편집위원
- 정기학술대회위원회
  - 위원장
  - 총간사위원
  - 위원
- 국제학술대회위원회
  - 위원장
  - 위원
- 경제학교육위원회
  - 위원장
  - 간사위원
  - 위원
- 청람상심사위원회
  - 위원장
  - 총간사위원
  - 심사위원
  - 전문위원
- 신태환학술상위원회
  - 위원장
  - 총간사위원
  - 심사위원
  - 전문위원
- 최호진학술상위원회
  - 위원장
  - 총간사위원
  - 심사위원
  - 전문위원
- 한국경제학술상위원회
  - 위원장
  - 심사위원
  - 전문위원
- 수석부회장예비후보추천위원회
  - 위원장
  - 위원
- 경제토론운영위원회
  - 위원장
  - 간사위원
  - 운영위원

### 연구회
- 경제성장개발연구회
- DEEP연구회

## 학술지
- 《경제학연구》 - 1953년에 창간하여 매년 발행하고 있다.[1]